# Perícopa
Perícopa (del griego περικοπη, pericopé, "corte") la denominación de cada uno de los pasajes o fragmentos de la Biblia que han adquirido gran notoriedad por leerse en determinadas ocasiones del culto religioso o liturgia.
Histórica y bibliográficamente el término se utiliza para designar a algunos evangeliarios abreviados que contienen solo los pasajes necesarios para la misa, según el calendario litúrgico. Son ejemplos notables las Perícopas de Enrique II (ca. 1000-1012) y las Perícopas de Salzburgo (ca. 1020), ejemplos del arte otoniano en la iluminación de manuscritos.

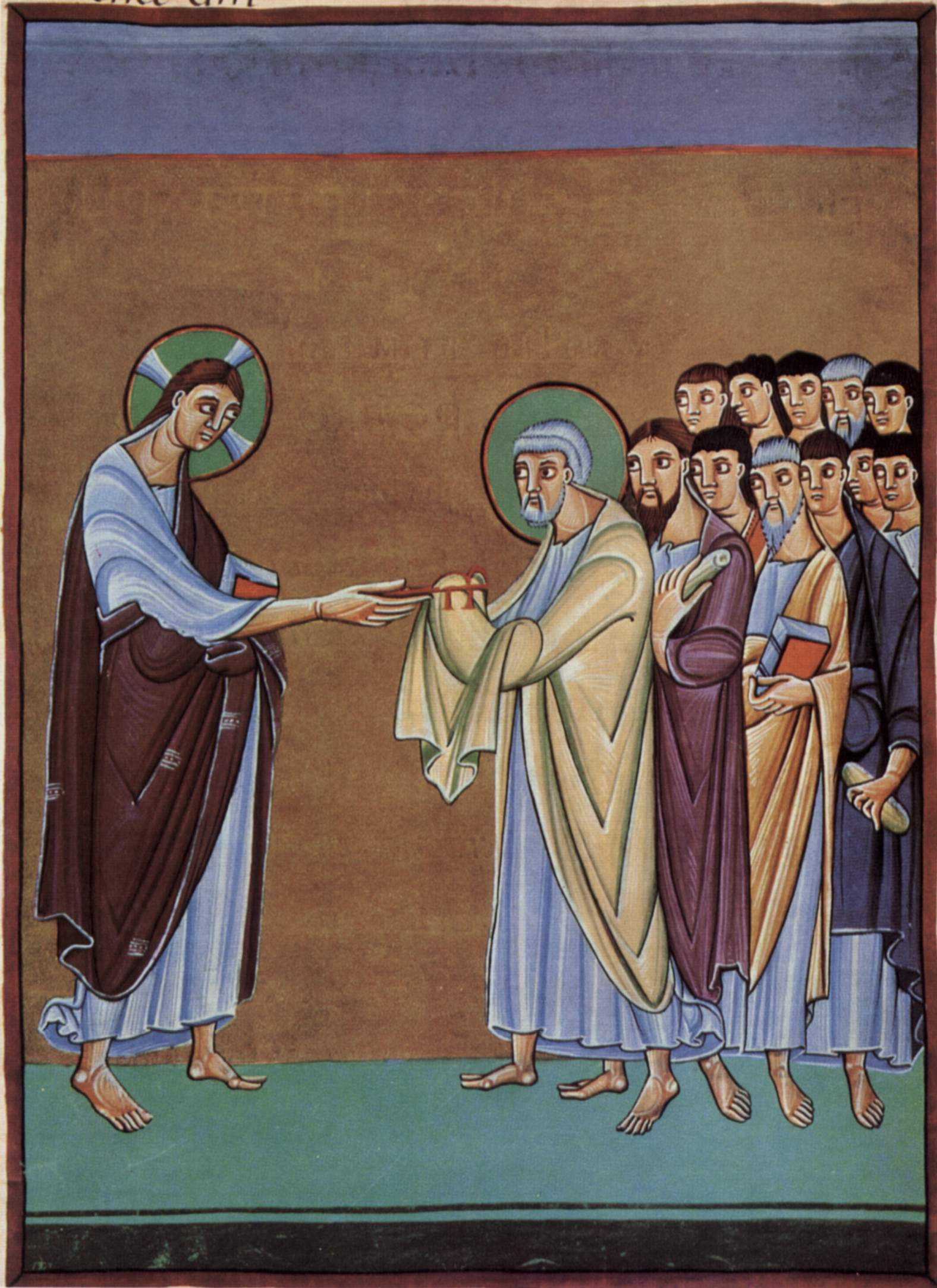
Miniatura de las Perícopas de Enrique II.
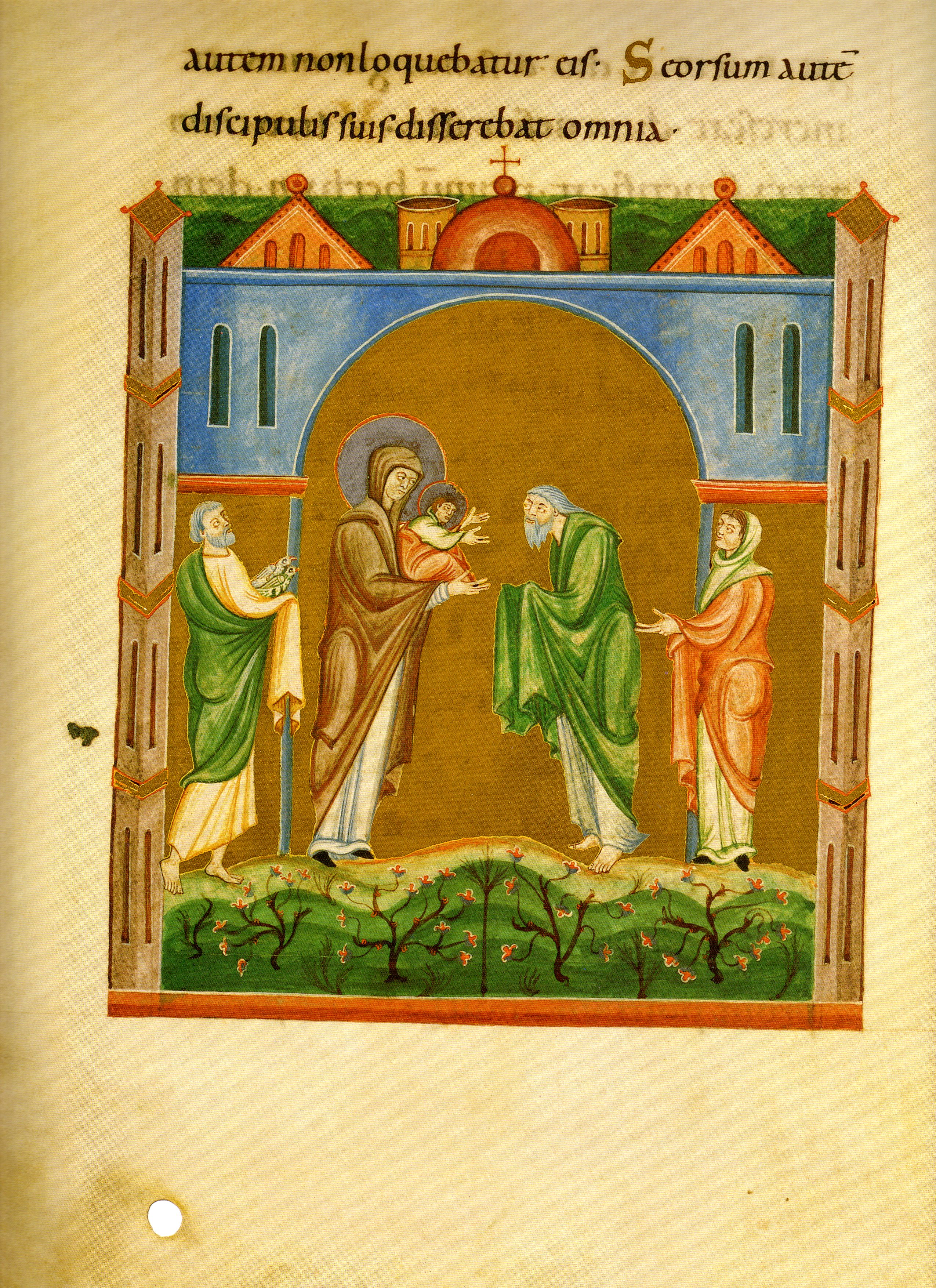
Miniatura de las Perícopas de Salzburgo.

Es también un concepto habitual en la exégesis del Nuevo Testamento. La escuela conocida como Historia de las Formas lo utiliza para hacer referencia a unidades textuales que corresponden a tradiciones autónomas sobre Jesús de Nazaret, utilizadas por los evangelistas como material para redactar los diferentes evangelios.

## En retórica
En retórica, perícopa es un concepto que designa a un grupo de versos con un sentido unitario coherente.